# Grajewo (comune rurale)
Grajewo è un comune rurale polacco del distretto di Grajewo, nel voivodato della Podlachia.
Ricopre una superficie di 308,13 km² e nel 2004 contava 6 156 abitanti.
Il capoluogo è Grajewo, che non fa parte del territorio ma costituisce un comune a sé.